# نوبوهیتو، شاهزاده تاکاماتسو
شاهزاده تاکاماتسو (به ژاپنی: 高松宮宣仁親王, Takamatsu-no-miya Nobuhito Shinnō); ۳ ژانویهٔ ۱۹۰۵ – ۳ فوریهٔ ۱۹۸۷) سومین پسر امپراتور تایشو و برادر امپراتور شووا (هیروهیتو)، پرسنل نظامی اهل امپراتوری ژاپن بود.